# سبزک زیتونی
سبزک زیتونی (نام علمی: Hylophilus olivaceus) نام یک گونه از سرده جنگل‌دوست‌ها است.